# بينوا تريموليناس
بينوا تريموليناس (بالفرنسية: Benoît Trémoulinas)‏ (28 ديسمبر 1985 في بوردو) لاعب كرة قدم فرنسي يلعب حاليا لصالح الدرجة الأولى نادي اشبيليه اللاسبانى في مركز الظهير الأيسر . في موسم 2008/2009 مع نادى بوردو الفرنسى استطاع أن يساهم في تحقيق النادي 3 بطولات وهي كأس الأبطال الفرنسي ثم كأس الدوري الفرنسي ثم بطولة دوري الدرجة الأولى .

## الإنجازات
- دوري الدرجة الأولى : 2008/2009
- كأس الدوري الفرنسي : 2006/2007 - 2008/2009
- كأس الأبطال الفرنسي : 2008/2009

## روابط خارجية
- بينوا تريموليناس على موقع الاتحاد الأوربي (الإنجليزية)
- بينوا تريموليناس على موقع اتحاد أوكرانيا (الإنجليزية)
- بينوا تريموليناس على موقع رابطة كرة القدم الفرنسية للمحترفين (الإنجليزية)
- بينوا تريموليناس على موقع قاعدة بيانات كرة القدم.إي يو (الإنجليزية)
- بينوا تريموليناس على موقع ليكيب (الفرنسية)
- بينوا تريموليناس على موقع ناشيونال فوتبول تيمز (الإنجليزية)
- بينوا تريموليناس على موقع Soccerbase.com (لاعب) (الإنجليزية)
- بينوا تريموليناس على موقع Soccerway.com (الإنجليزية)
- بينوا تريموليناس على موقع عالم كرة القدم.نت (الإنجليزية)
- بينوا تريموليناس على موقع كووورة